# Casa Bartomeu Trias
La casa Bartomeu Trias és un edifici d'oficines situat a la Via Laietana, 26 de Barcelona, catalogat com a bé amb elements d'interès (categoria C).

## Història
Va ser projectat el 1931 per l'arquitecte Francesc Guàrdia per a l'empresari Bartomeu Trias i Comas (1876-1965).

## Descripció
Consta de soterrani, planta baixa, entresol i sis pisos. La composició de la façana s'estructura segons eixos verticals d'obertures. Llevat del primer pis, on el balcó és corregut, i l'entresol, que té finestres, aquestes són balcons individuals amb llosanes d'amplada decreixent segons l'alçada.
El parament està realitzat amb estuc imitant carreus a la planta baixa, entresol i cinquè pis, i obra vista a les intermèdies. El sisè pis té una mansarda.